# Notoplax hilgendorfi
Notoplax hilgendorfi är en blötdjursart som beskrevs av Thiele 1909. Notoplax hilgendorfi ingår i släktet Notoplax och familjen Acanthochitonidae. Inga underarter finns listade i Catalogue of Life.